# Szelepitánok

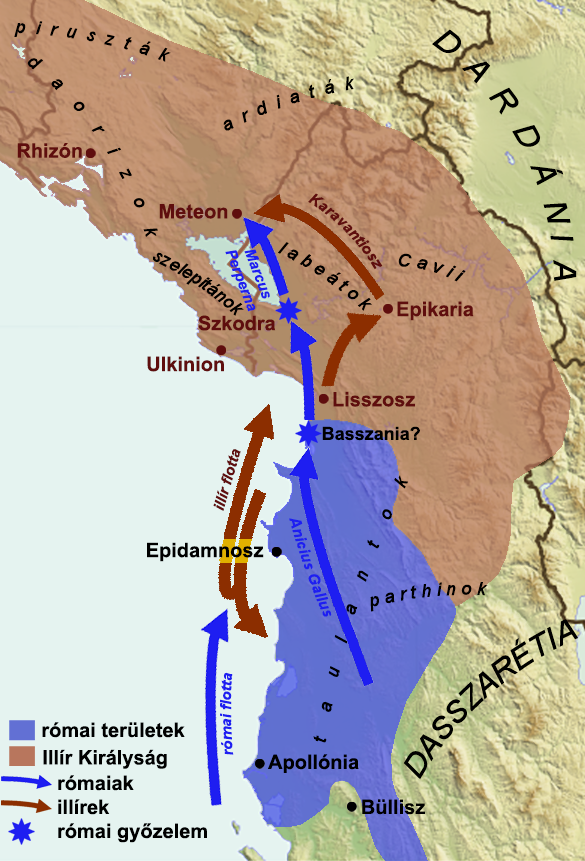
A harmadik római–illír háború hadszínterei a szelepitánok szállásterületének jelölésével

A szelepitánok (latin Selepitani) az ókori illírek egyik törzse volt, akik a Labeátiszi-tótól nyugatra húzódó partvidéken éltek, közvetlenül az északi dasszaréták (dasszarének) szállásterületeitől délre. Az egyébként ismeretlen szelepitánokat az i. e. 168. évi harmadik római–illír háborút lezáró, a római szenátus által elfogadott rendelkezések említik azon törzsek között, amelyek a korábban az illír királynak fizetett adó felét voltak kötelesek az Illír Királyságot meghódító Római Köztársaságnak megfizetni.